# Tigres bálticos
| Tigres bálticos          | Tigres bálticos |
| ------------------------ | --------------- |
| Estonio: Balti tiigrid   |                 |
| Letón: Baltijas tīģeri   |                 |
| Lituano: Baltijos tigrai |                 |

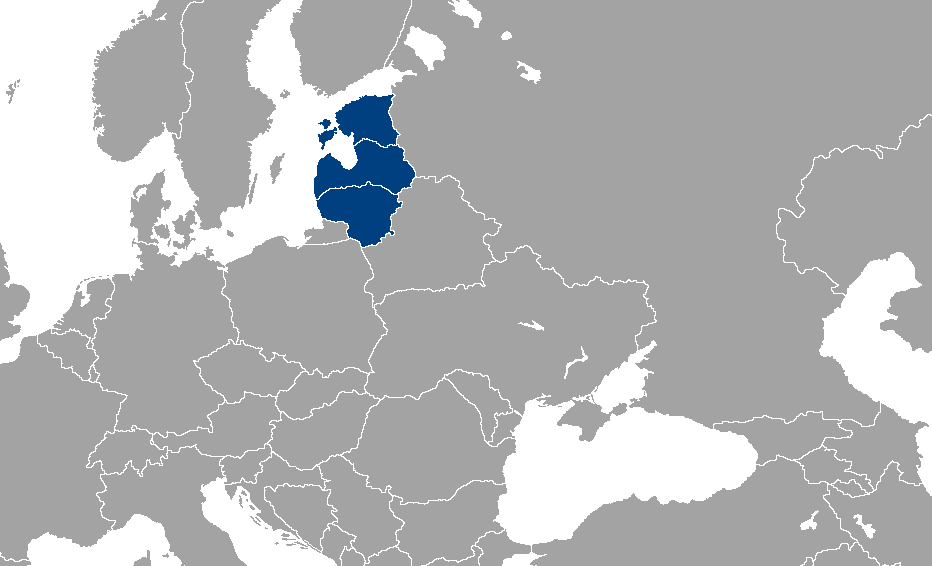
En azul, los Tigres bálticos:
EST
LAT

Tigres bálticos es un término usado para referirse a los tres países bálticos, Estonia, Letonia y Lituania, durante el periodo de gran crecimiento económico, que se inició en 2000 y continuó hasta finales de 2007. Esta situación ha acabado de manera brusca, durante 2008, con la mayor crisis vivida por estos países desde su separación de la antigua Unión Soviética. El término tiene su origen en los denominados Tigres asiáticos y el Tigre celta, que fueron usados para describir el período de gran crecimiento económico de partes de Asia Oriental y de la República de Irlanda, respectivamente.

## Evolución

Evolución del PIB real per cápita de Estonia, Letonia y Lituania entre 1973 y 2018

Con la entrada en la Unión Europea en 2004 además accedieron a los recursos de los fondos estructurales. Con el acceso libre a los mercados europeos la dependencia de Rusia disminuyó. Los tres países son miembros da Unión Europea desde mayo de 2004, y los tres pretendían adoptar el euro alrededor de 2010. Gracias a las reformas pro mercado encaradas en 2008 experimentaron las  mayores caídas en la recesiva, especialmente Letonia en 2008 y 2009 con un desplome de cerca del 20% del PIB.
La fase de auge estuvo sustentada sobre la expansión desbocada del crédito y los descalces de plazos llevados a cabo por el sistema bancario, por los cuales los bancos se endeudaron masivamente a corto plazo y en moneda extranjera, estos procesos fueron permitidos y facilitados por altos tipos de interés y las condiciones muy laxas debido a la liberalización financiera permitida por el  Banco Central Europeo, lo que se produjo un gran aumento del endeudamiento externo en moneda extranjera que generaba una burbuja insostenible.

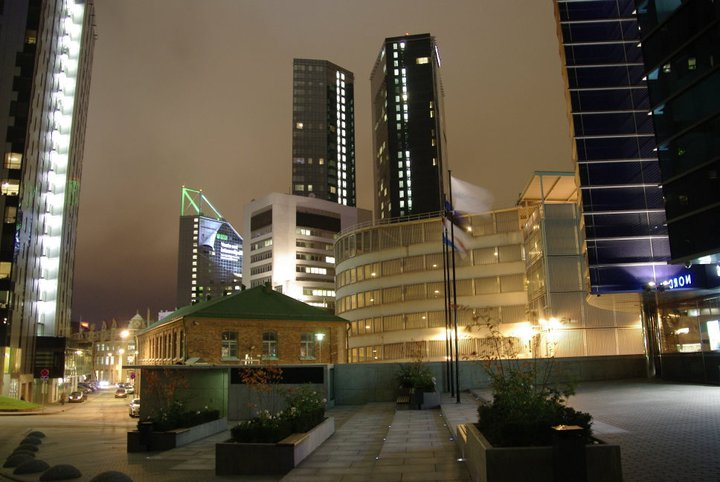
Área de negocios en Tallinn

Mientras que en Lituania alcanzó en 2003 una tasa de desempleo con un 10,3%. La tasa de desempleo cayó por debajo de la media de la Unión Europea en los tres países en febrero de 2006. Hacia 2009 Estonia afronto una caída del PIB iba a rondar el 14% y a esto se sumaban otros factores que empeoraban el cuadro fiscal, como el aumento del gasto ligado a la subida del paro o el deterioro de la recaudación fiscal. Las proyecciones oficiales anticipaban un escenario de déficit del 10% del PIB que habría resultado insostenible para una pequeña economía como la de Estonia. Sin embargo la crisis financiera ha alcanzado con fuerza a estos países que están sufriendo la peor crisis desde su separación de la antigua Unión Soviética, con caídas del PIB del 3,6% en 2008 y se calcula que el descenso de 2009 ha sido del 14,5% en Estonia, un estudio del banco central de este país, considera que su economía ha retrocedido en 2009, al nivel del 2004, cuando entró en la Unión Europea. En medio del colapso económico estonio de 2009 hubo hubo un sustancial incremento de impuestos recesivos entre ellos IVA, que pasó del 18% al 20%. También aumentó el tipo reducido, que subió del 5% al 9%. Además, se eliminaron deducciones en el IRPF, se subieron los impuestos aplicados al consumo  y se aumentaron las retenciones a las rentas del trabajo.En 2008, Letonia afrontaba la tormenta financiera. El país ha batido varios récords negativos: la explosión de la burbuja del ladrillo ha hecho caer el precio de la vivienda un 50% en el último año, el Gobierno ha decidido bajar un 30% los salarios para estimular la competitividad; y la caída del producto interior bruto puede llegar al 20%, en 2009.

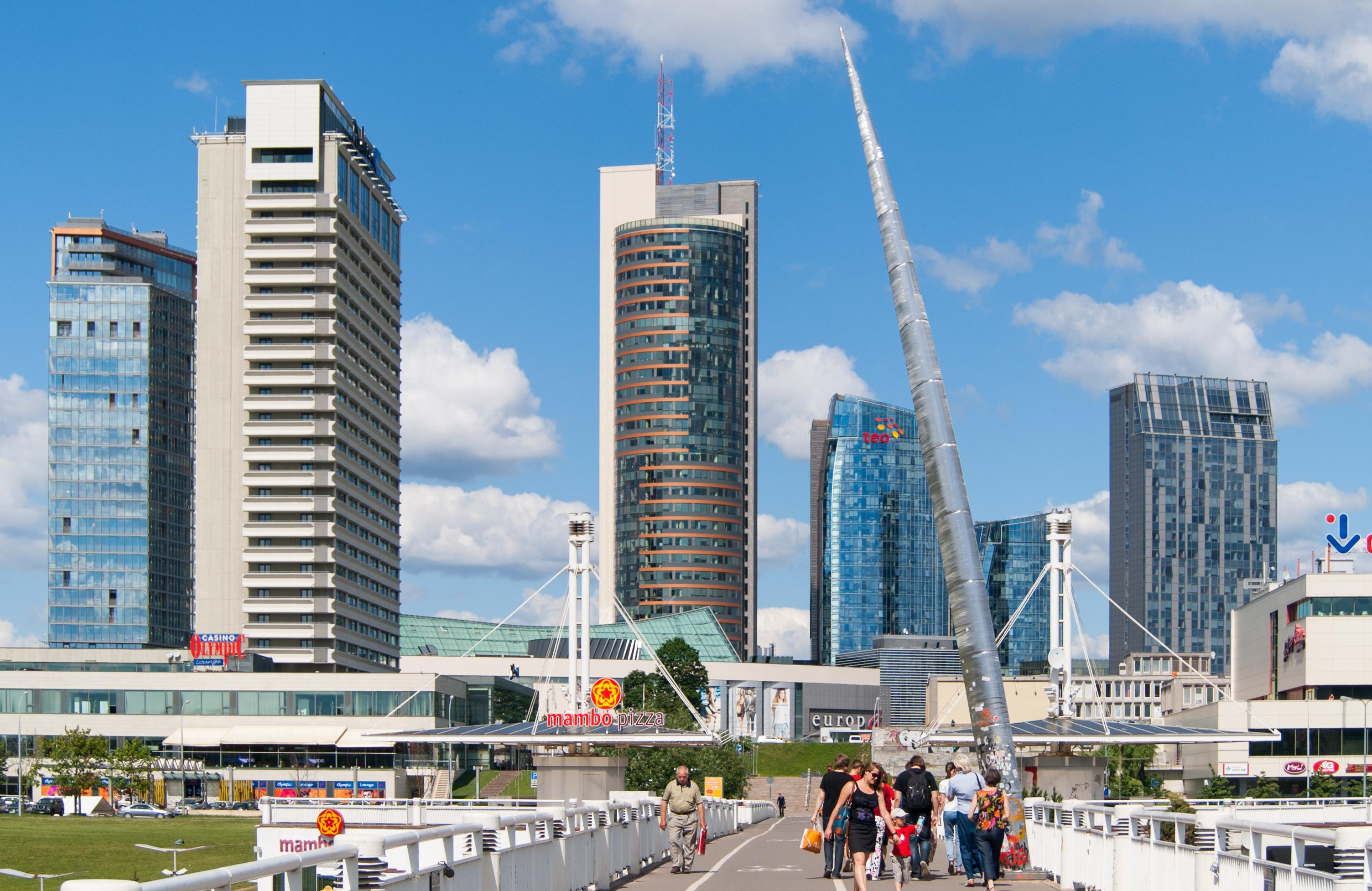
Nuevo centro de la ciudad de Vilnius

La incapacidad letona de colocar las emisiones de deuda pública, muestra hasta qué punto el mercado considera inútiles las medidas adoptadas por el Gobierno de Riga para evitar una devaluación. El problema de la devaluación es que la mayor parte de familias y empresas tienen contraídas deudas en euros, por lo que la pérdida de valor del lat multiplicaría mucho sus números rojos. Bank of America estima que la devaluación del lat frente al euro puede rondar el 50%.L a crisis en la economía real, derivada de la distorsión en la estructura productiva la expansión artificial del crédito, llevaron a que las caídas en el PIB fueron cercanas al 15% en 2009 y la tasa de desempleo se disparó a partir de 2008, teniendo actualmente las mayores tasas de paro de toda la Unión Europea
La crisis financiera letona de 2008-2009 provocó una crisis económica y política. En el año 2008, después de años la economía letona tras aos de ser presentada como paradigma y ejemplo de reformas de libre mercado tomó uno de los descensos más agudos del mundo, decreciendo en el último trimestre de 2008 en un 10,5%. El 13 de enero de 2009, se vieron los peores disturbios después de que más de 10 000 personas salieran a protestar en la capital, Riga, por el mal manejo de la crisis por parte del gobierno. Standard & Poor's rebajó la calificación crediticia de Letonia al grado de «no-inversión» BB+, o "basura". Además, su calificación se puso en perspectiva negativa, lo que indica una posible nueva reducción de ésta. De diciembre a enero, la tasa de desempleo aumentó en un 1,3%, alcanzando el 8,3%. Tras la flexibilización laboral se produjeron despidos masivos, el desempleo se elevó hasta 16,1%. En junio aumento a 17,2% el segundo más alto después de España y uno de los más altos del mundo.
El producto interno bruto (PIB) se desplomó a un ritmo anual de 19,61% en 2009 y otro 17.52 en 2010, completando una de las tres colapsos económicos más pronunciados de la historia tras el colapso económico de la República de Weimar en 1930 y la Gran Depresión de Estados Unidos en los 30. En cuanto a su PIB per cápita se ha llegado a situar en torno al 60, 75% de la media de la Unión Europea, y se esperaba que esa media fuera alcanzada en un futuro próximo.

## Impacto de la crisis económica mundial
Como efecto negativo a este crecimiento se observa un crecimiento del déficit en la balanza de pagos, se prevé un aterrizaje duro de la economía y un contagio de la crisis financiera, especialmente en Estonia y Letonia. Por otra parte los bancos de ambos países tienen reservas que exceden la M1 de la oferta de dinero, además los grandes bancos están en manos de  entidades bancarias de los países escandinavos.
El gobierno estonio ha mantenido la confianza y se ha mostrado optimista.

## Estadísticas
La pérdida acumulativa económica entre los años 2008 y 2009 fue del 18,3% en Estonia, del 21% en Letonia y del 11% en Lituania. La entrada de capital extranjero género unos grandes pasivos externos netos muy rápidamente y a finales del año 2007 suponían el 72% del PIB , el 75% del PIB en Letonia y el 56% en Lituania .Lituania en 2008 creció un  2,6% y en el año 2009 se hundiera en una recesión que se llevó por delante el 14,8% de su PIB. El gobierno fue especialmente duro e intransigente con el gasto público lo que llevó a recortar un 30% los sueldos públicos y las pensiones. Por otra parte redujo el salario mínimo hasta sumar una pérdida de poder adquisitivo en un 25% duplicando la pobreza y triplicando el desempleo.

### Crecimiento anual del PIB
| Estonia                                              | 8.0% | 7.2%  | 8.3% | 10.2% | 11.2% | 8.0%  | 6.0% | 109.9% |
| Letonia                                              | 6.5% | 7.2%  | 8.7% | 10.6% | 11.9% | 10.5% | 6.2% | 108.1% |
| Lituania                                             | 6.9% | 10.3% | 7.3% | 7.6%  | 7.5%  | 8.9%  | 6.5% | 86.8%  |
| (p): previsión Fuente: Fondo Monetario Internacional |      |       |      |       |       |       |      |        |

### PIB per cápita
En dólares internacionales, a paridad del poder adquisitivo (PPA).
|                                       | 2000   | 2001   | 2002   | 2003   | 2004   | 2005   | 2006   | 2007   | 2008   |
| ------------------------------------- | ------ | ------ | ------ | ------ | ------ | ------ | ------ | ------ | ------ |
| Estonia                               | 10,012 | 11,080 | 12,228 | 13,443 | 15,027 | 17,133 | 19,692 | 21,860 | 23,606 |
| Letonia                               | 7,889  | 8,777  | 9,583  | 10,555 | 11,864 | 13,619 | 15,806 | 18,005 | 19,544 |
| Lituania                              | 8,697  | 9,565  | 10,440 | 11,806 | 13,097 | 14,631 | 16,373 | 17,749 | 18,817 |
| Fuente: Fondo Monetario Internacional |        |        |        |        |        |        |        |        |        |